# Beugny
Beugny é uma comuna francesa na região administrativa de Altos da França, no departamento de Pas-de-Calais. Estende-se por uma área de 5,83 km². Em 2010 a comuna tinha 371 habitantes (densidade: 63,6 hab./km²).